# The Many Saints of Newark
The Many Saints of Newark is een Amerikaanse misdaadfilm uit 2021, geregisseerd door Alan Taylor en geschreven door David Chase. Het is een prequel van Chase's HBO misdaaddramaserie The Sopranos. De cast bestaat uit onder meer Alessandro Nivola, Jon Bernthal, Vera Farmiga, Corey Stoll, Billy Magnussen, Joey Diaz, Ray Liotta en Michael Gandolfini (de zoon van wijlen James Gandolfini). Het verhaal speelt zich af tijdens de rellen in Newark, New Jersey rond de jaren 60 en 70. De film volgt de jeugdjaren van Tony Soprano.
De film wordt ontwikkeld door Warner Bros en geproduceerd door New Line Cinema en HBO.

## Productie
In juni 2017, sloot The Sopranos bedenker David Chase een nieuwe serie uit. Maar later werd hij overgehaald om aan een film te werken. In maart 2018 werd er aangekondigd dat er een prequel kwam verzorgd door New Line van Chase, die het scenario schrijft.
In juli 2018 werd Alan Taylor, die eerder afleveringen van de serie regisseerde, ingehuurd om de film te bewerkstelligen. In november werd Alessandro Nivola gecast als ster in de film als Dickie Moltisanti, de vader van Christopher Moltisanti. In januari 2019 onthulde Chase, terwijl hij het 20-jarig jubileum van de serie besprak, dat een jonge Tony Soprano in de film zou verschijnen. Jon Bernthal, Vera Farmiga, Corey Stoll en Billy Magnussen werden diezelfde maand aan de cast toegevoegd. Michael Gandolfini, zoon van James Gandolfini, werd gecast voor de rol van jonge Tony. Ray Liotta sloot zichl later aan bij de cast met John Magaro, Leslie Odom Jr. en Michela De Rossi.
De opnames begonnen op 3 april 2019 in Brooklyn en verhuisde op 7 mei naar Newark. De productie werd beëindigd in juni 2019.

## Première
De film ging in première tijdens de inaugurele Tribeca Fall Preview in het Beacon Theatre in New York op 22 september 2021, op dezelfde datum als de release van de film in het Verenigd Koninkrijk.